# Овсец пушистый
Овсец пушистый, или Овсец опушенный (лат. Helictótrichon pubéscens) — вид травянистых растений рода Овсец (Helictotrichon) семейства Злаки (Poaceae).

## Ботаническое описание

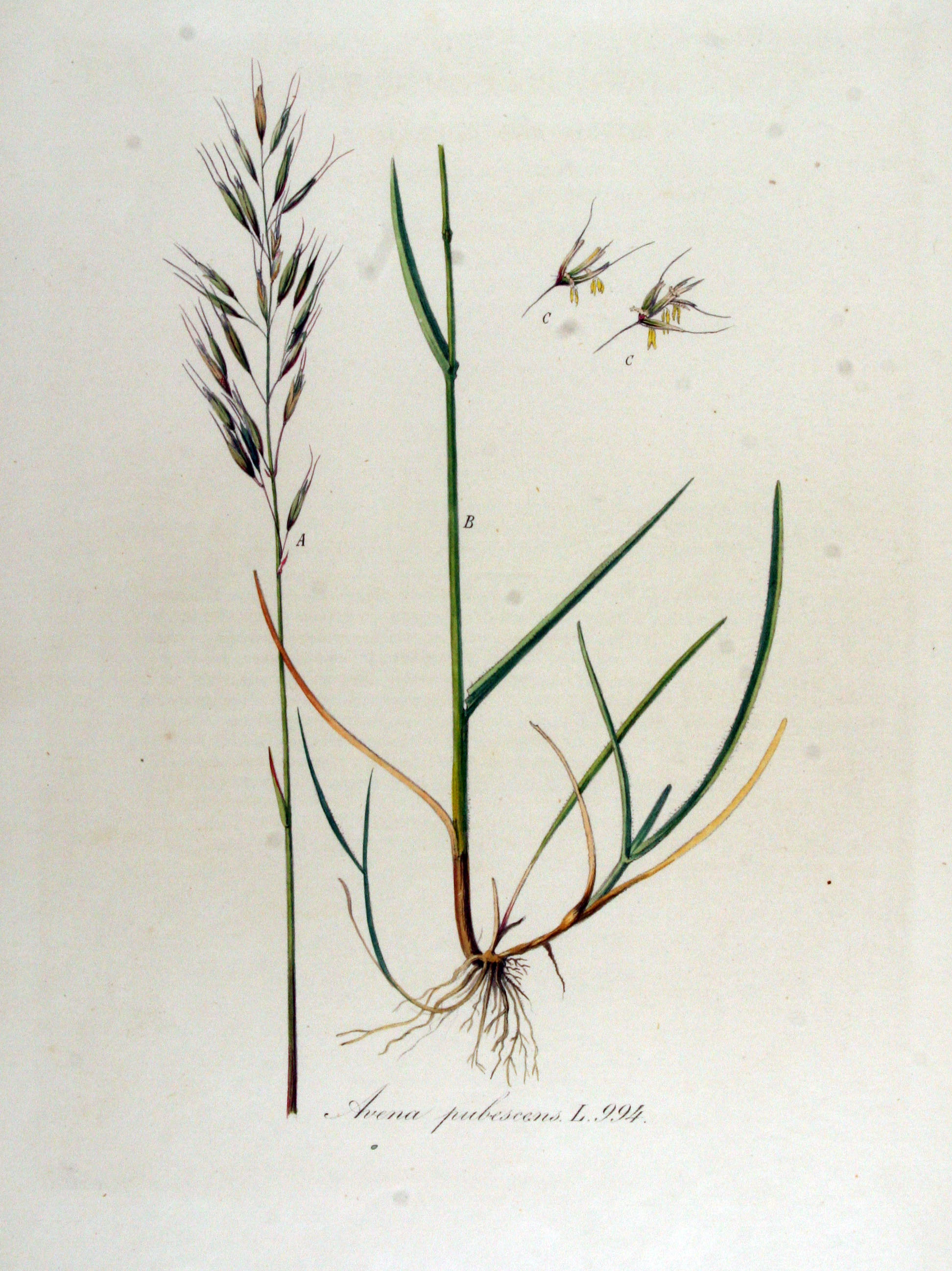

Многолетние травянистые растения, (15) 40—100 (130) см высотой, с короткими ползучими подземными побегами (корневищами). Стебли округлые, тонкобороздчатые, гладкие, одиночные или образуют рыхлые дерновины. Листья плоские, сверху без ребер, коротко-волосистые, реже голые, мягкие, (2) 3—8 (12) мм шириной; прикорневые — узколинейные, стеблевые — более короткие, линейно-ланцетные, на верхушке стянутые. Влагалища замкнуты на ½ длины и более, волосистые, реже голые. Язычок (2) 3—6 (7) мм длиной, туповатый, на верхушке иногда расщеплённый.
Общие соцветия — метелки, (3) 10—20 (25) см длиной, раскидистые, продолговатые, нередко сжатые или рыхлые, часто немного поникающие; с тонкими, искривлёнными, шероховатыми или гладкими, длинными веточками, собранными в расставленных пучках. Колоски (8) 11—17 (25) мм длиной, на ножках, серебристо-белые или зеленовато-серебристые, иногда с фиолетовым оттенком, сплюснутые с боков, с 2—4 (5) цветками. Ось колоска усажена серебристо-белыми волосками, (3) 4—6 (7) мм длиной, доходящими до середины цветковых чешуй.
Колосковые чешуи (8,5) 10—14,5 (16) мм длиной, ланцетовидные, острые или заострённые, килеватые, широкоперепончатые, неравные: нижние более короткие, с 1 жилкой (реже с 3), верхняя с 3. Цветковые чешуи короче колосковых или почти равны им. Нижние цветковые чешуи (8) 10—13 (16) мм длиной, ланцетные, на верхушке иногда с остевидно-заострёнными зубцами (чаще с 2), на каллусе с волосками 5—7 мм длиной; на спинке с закручено-изогнутой, коленчатой остью (7) 10—20 (25) мм длиной, выходящей около середины спинки. Верхние цветковые чешуи по килям голые и гладкие. Цветковые плёнки от двулопастных до цельных ланцетных. Завязь коротковолосистая. Тычинок 3, пыльники 4—7 мм длиной. Зерновки 5—7 мм длиной.
Цветение в мае—июле, плодоношение в июле, 2n = 14.

## Экология
Встречается по заливным лугам, лесным опушкам и полянам, на субальпийских лугах. В очень редких условиях становится доминирующим растением, чаще составляет часть в злаково-разнотравном травостое.

## Значение и применение
Кормовая ценность низкая. На достаточно увлажнённых местообитаниях довольно хорошо поедается домашними животными весной и в начале лета и дольше сохраняется как подножный корм. В сухих условиях из-за грубости и сильного опушения поедается значительно хуже. Введение в культуре не рекомендуется.
По наблюдениям в Кабардино-Балкарии поедается западнокавказским туром (Capra caucasica).